# Битва при Кёсе-даге
Битва при Кёсе-даге — сражение 26 июня
(или 1 июля) 1243 года в ущелье горы Кёсе-даг, близ города Сиваса (ныне в Турции) между войсками монгольского полководца Байджу-нойона и сельджукского султана Гийас ад-Дина Кей-Хосрова II в ходе монгольского завоевания Анатолии.

## Предыстория
Первые монгольские набеги на территорию Конийского султаната относятся к 1231—1232 годам, когда отдельные отряды армии Чормагана доходили до Сиваса и Малатьи. В 1236 году монголы потребовали от сельджукского султана Ала ад-Дина Кей-Кубада I регулярных посольств с данью; султан смог заключить с великим ханом Монгольской империи Угэдэем мирный договор, и на некоторое время обеспечить безопасность своей стране.
В начале 1240-х при новом сельджукском султане Рума Кей-Хосрове II государство, ослабленное внутренними противоречиями (в особенности, восстанием Баба Исхака), испытало масштабное монгольское вторжение. В конце 1242 года командующий монгольским воинством Байджу после двухмесячной осады взял город Эрзерум. Узнав о падении Эрзерума, султан в срочном порядке начал сбор войск. Подкрепления были присланы вассалами и союзниками Кей-Хосрова — правителем Халеба и трапезундским императором; к нему присоединились абхазский князь Дардин
Шервашидзе и армянский царевич Ван; кроме того, в султанской армии было около 2000 наёмников-«франков» под командованием Иоанна с Кипра и Бонифация из Генуи,
а также тысячный вспомогательный наёмный отряд из Никейской империи
.
О численности войск Кей-Хосрова источники приводят различные данные: 400 тысяч (грузинские летописи), «200 тысяч, все на лошадях» (Рубрук), 160 тысяч (Григор Акнерци). Наиболее близка к реальности, вероятно, цифра приводимая Ибн Биби — 70 тысяч воинов. Численность монгольской армии, выступившей весной 1243 года навстречу противнику, оценивается как вдвое меньшая (30—40 тысяч).

## Битва
В конце июня две армии встретились в ущелье близ Кёсе-дага («Лысой горы»)
, недалеко от местечка Чман-Катук, в 60 км к северо-востоку от Сиваса и западнее Эрзинджана. Сельджуки встретили своих противников, заняв выгодные позиции в горном ущелье Кёсе-даг, западнее Эрзинджана.
Однако Байджу сумел перехитрить султанских военачальников, использовав традиционную тактику кочевников с ложным отступлением и внезапной контратакой, в которой участвовали отборные части монголов, а также отряды грузинских и армянских князей. В результате находившиеся в засаде воины, по словам того же Гандзакеци, "встретив султанские войска, разбили и обратили их в бегство. Султан едва спасся и бежал. Татары преследовали бегущих и беспощадно истребляли их". К вечеру 26 июня 1243 г. сельджукской армии уже не существовало. В сражении, длившемся весь день, монголы применили тактику ложного отступления, засыпав затем противника стрелами. По свидетельству Григора Акнерци (инок Магакия), большой урон правому крылу сельджукской армии нанесли армянские и грузинские дружины. Султан Кей-Хосров, «опасаясь эмиров, желавших подчиниться татарам»,
бежал с поля боя, его воины также обратились в бегство; монголы «преследуя их, жестоко перебили войско, предав его мечу. Затем начали грабить павших».
Они захватили в султанском лагере множество палаток с большим количеством провизии, а также личное знамя Кей-Хосрова с изображением льва.

## Последствия
Развивая успех, монгольская армия продолжила наступление. Жители Кайсери были преданы мечу, так как отказались сдаться, сам город был разрушен; Эрзинджан монголы взяли хитростью; Сивас и Тюрике сдались добровольно. Попытки бежавшего в Конью Кей-Хосрова заключить союз против монголов с латинским императором Балдуином II и никейским Иоанном III не имели успеха. Султану пришлось отправить к монголам своего визиря, который убедил Байджу, что дальнейшее завоевание страны будет трудным, поскольку в ней множество воинов и крепостей
. По условиям мирного договора, Кей-Хосров должен был ежегодно отправлять в Каракорум около 12 миллионов иперпиров либо местных серебряных монет, 500 кусков шёлка, 500 верблюдов и 5000 баранов. Султан оставался правителем той части государства, которая не была завоёвана. Это годом позже подтвердил своим ярлыком Бату, глава Улуса Джучи, чьим вассалом по сути и стал Кей-Хосров.
Поражение при Кёсе-даге стало переломным моментом в истории Конийского султаната, после которого процессы упадка в государстве Сельджукидов заметно ускорились. Центральная власть теряла свой авторитет, что сразу выразилось в появлении самозванца, объявившего себя сыном покойного султана Ала ад-Дина Кей-Кубада I. С 20 тысячами своих сторонников самозванец двинулся к Киликийской Армении, но был разбит Костандином, братом царя Хетума I, схвачен и повешен в Алайе. Другим следствием монгольского наступления стало расстройство сельского хозяйства; поля были заброшены, и в стране наступил голод. Толпы беженцев устремились к западным границам султаната.
Политический кризис усугубился после смерти Кей-Хосрова II в конце 1245 года. Три его малолетних сына, объявленные соправителями, стали, фактически, марионетками в руках различных придворных клик. Монголы, действуя в духе политики «Разделяй и властвуй», умело использовали борьбу этих клик для упрочения своей власти в регионе. К концу XIII века данные обстоятельства привели к полному развалу Конийского султаната.